# Krétai bezoárkecske
A krétai bezoárkecske vagy kri-kri (Capra aegagrus creticus vagy Capra aegagrus cretica) a házi kecske (Capra aegagrus hircus) visszavadult változata, amely egykor a keleti Mediterráneum több szigetén is előfordult, de ma már csak Krétán, valamint három hozzá közeli apró szigeten (Dou, Thodorou és Agii Pantes) honos.

## Előfordulása
A molekuláris genetikai vizsgálatok alapján a krétai bezoárkecske ie. 7500-8000 körül vált el az akkor nemrég háziasított házi kecskétől, feltehetőleg a minósziak vagy elődeik vitték be Krétára, ahol elvadult és új „alfajt” alkotott. Tudományos jelentőségét is az adja többek között, hogy a kecske háziasításának egy ma is megfigyelhető, korai szakaszát reprezentálja. Elterjedési területe régen több égei-tengeri szigetre is kiterjedt, de az 1960-as évekre már csak Kréta nehezen megközelíthető, hegyvidéki délnyugati részén maradt kb. 200 példánya. A második világháború idején a német megszállás ellen harcoló, hegyekbe húzódott ellenállóknak a fő húsforrását képezték. 1962-ben az alfajt védelem alá helyezték és megmentésére hozták létre a Szamáriai-szurdok Nemzeti Parkot; mára a létszámuk 2000 fölé emelkedett.
A bezoárkecske több ókori falfestményen is megjelenik, egyes történészek szerint külön kultusza is kialakult. Mára, mint Krétára jellemző endemikus állat, a sziget egyik jelképévé vált.

## Megjelenése
A krétai bezoárkecske marmagassága körülbelül 80 cm, testhossza 1,2-1,6 m, testtömege 15-40 kg közötti. Szőrzete világosbarna, homloka sötétbarna, gerincén és lábain ugyanilyen színű sáv húzódik. Szarvai a bak esetében viszonylag nagyok, hátrafelé ívelőek. Többnyire óvatos, visszahúzódó életmódot folytat, de a nagy turistaforgalmú Szamáriai-szurdokban néhány példánya hozzászokott az ember közelségéhez.

### Fordítás
- Ez a szócikk részben vagy egészben  a(z)   Кри-кри című orosz Wikipédia-szócikk ezen változatának fordításán alapul.  Az eredeti cikk szerkesztőit annak laptörténete sorolja fel. Ez a jelzés csupán a megfogalmazás eredetét és a szerzői jogokat jelzi, nem szolgál a cikkben szereplő információk forrásmegjelöléseként.
- Ez a szócikk részben vagy egészben  a   Kri-kri című angol Wikipédia-szócikk ezen változatának fordításán alapul.  Az eredeti cikk szerkesztőit annak laptörténete sorolja fel. Ez a jelzés csupán a megfogalmazás eredetét és a szerzői jogokat jelzi, nem szolgál a cikkben szereplő információk forrásmegjelöléseként.